# 제65회 미국 감독 조합상
제65회 미국 감독 조합상은 2012년 뛰어난 활동을 보인 영화 감독을 기리기 위해 2013년 2월에 열린 시상식이다.

## 수상 및 후보

### 감독상(영화부문)
- 아르고 - 벤 애플렉 수상
- 제로 다크 서티 - 캐서린 비글로우
- 레미제라블 - 톰 후퍼
- 라이프 오브 파이 - 이안
- 링컨 - 스티븐 스필버그

### 감독상(드라마시리즈)
- 브레이킹 배드 시즌 5 - 라이언 존슨 수상
- 홈랜드 시즌 2 - 마이클 쿠에스타
- 매드 맨 5 - 제니퍼 게트징거
- 홈랜드 시즌2 - 레슬리 링카 글래터
- 뉴스룸 - 그렉 모톨라

### 감독상(주간드라마시리즈)
- 원 라이프 투 리브 - 질 밋웰 수상
- 우리 생애 나날들 - 앨버트 아라
- 제너럴 호스피털 - 래리 카펜터
- 제너럴 호스피털 - 윌리엄 루델
- 제너럴 호스피털 - 스콧 맥킨시

### 감독상(미니시리즈)
- 게임 체인지 - 제이 로치 수상
- 폴리티컬 애니멀 - 그렉 버랜티
- 헤밍웨이 & 겔혼 - 필립 카우프만
- 햇필드 앤 맥코이 - 케빈 레이놀즈
- 아메리칸 호러 스토리 시즌2 - 마이클 라이머

### 감독상(코미디시리즈)
- 걸스 시즌1 - 레나 던햄 수상
- 루이 3 - 루이스 C.K.
- 빅 뱅 이론 6 - 마크 센드로스키
- 모던 패밀리 4 - 브라이언 크랜스톤
- 30 락 시즌7 - 베스 매카시-밀러

### 감독상(뮤지컬버라이어티)
- The 66th Annual Tony Awards - 글렌 웨이스 수상
- 12-12-12 더 콘서트 포 샌디 릴리프 - 마이클 뎀시
- 새터데이 나잇 라이브 - 돈 로이 킹
- The 84th Annual Academy Awards - 돈 미쉘
- 더 데일리 쇼 위드 존 스튜어트 - 척 오닐

### 감독상(리얼리티쇼)
- 마스터쉐프 - 브라이언 스미스 수상
- 아메리카 넥스트 톱 모델 - 토니 크롤 외 2명
- 페이스 오프 - 피터 네이
- 스타 언 스트라이프스 - J. 루퍼트 톰슨
- 잉크 마스터 - 팀 워렌

### 감독상(어린이프로그램)
- 렛 잇 샤인 - 폴 호엔 수상
- 걸 Vs. 몬스터 - 스튜어트 길라드
- 빅 타임 무비 - 세비지 스티브 홀랜드
- 캠프 프레드 - 조나단 저지
- 돈 디보스 미! 키즈 룰스 포 페어런츠 온 디보스 - 아미 샤츠

### 감독상(다큐멘터리부문)
- 서칭 포 슈가맨 - 말릭 벤젤룰 수상
- 또 다른 전쟁 - 커비 딕
- 하우 투 서바이브 어 플레이그 - 데이비드 프랑스
- 더 퀸스 오브 베르사유 - 로린 그린필드
- 아이 웨이웨이는 미안해 하지 않는다 - 앨리슨 클레이만

### 감독상(광고부문)
- 알레한드로 곤잘레스 이냐리투 수상

### DGA 학생필름상(ASIAN-AMERICAN)
- 강냉이 - 이주현 수상

### 공로상
- 밀로스 포먼 수상

### 로버트 B. 알드리치 상
- 마이클 앱티드 수상

### 프랑크 카프라 상
- 수잔 즈월맨 수상

### 프랭크린 J. 샤프너 상
- 덴시 넬슨 수상

### 신인 감독상
- 에릭 샤피로 수상